# Castello di Bressieux
Il castello di Bressieux situato nel comune omonimo nell'Isère, è stato un'architettura difensiva medievale, sede della Baronia di Bressieux. Oggi in rovina, è visitabile ed utilizzato come scenario per giochi di ruolo.